# Rio Loobu
O rio Loobu é um rio do norte da Estônia com 62 km de comprimento. Sua fonte está localizada cerca de 12 (doze) km a sudoeste de Rakvere no condado de Lääne-Virumaa. O Loobu deságua na Baía de Eru (parte do Golfo da Finlândia), próximo a vila de Vihasoo no Parque Nacional de Lahemaa.
Kadrina, com 2.600 habitantes, é a maior localidade às margens do Loobu.